# ستيفان غيران، تيلي
ستيفان غيران، تيلي (بالفرنسية: Stéphan Guérin-Tillié)‏
```
(و. 
1972  
م
) هو 
ممثل
، 
ومخرج مسرحي
، 
ومخرج أفلام
، 
وكاتب سيناريو
، 
وممثل تلفزي
 فرنسي، ولد في 
رانس
.
[
1
]
```

## التعليم
تعلم في مدرسة فلوران ‏
.

## وصلات خارجية
- ستيفان غيران، تيلي على موقع IMDb (الإنجليزية)
- ستيفان غيران، تيلي على موقع ألو سيني (الفرنسية)
- ستيفان غيران، تيلي على موقع أول موفي (الإنجليزية)
- ستيفان غيران، تيلي على موقع قاعدة بيانات الأفلام السويدية (السويدية)
- ستيفان غيران، تيلي على موقع قاعدة بيانات الفيلم (الإنجليزية)
- ستيفان غيران، تيلي على موقع كينوبويسك (الروسية)